# Nilo Peçanha
Nilo Procópio Peçanha (Campos dos Goytacazes, 2 d'octubre de 1867 — Rio de Janeiro, 31 de març de 1924) va ser un polític brasiler. Va assumir la presidència de la república després de la mort d'Afonso Pena, el 14 de juny de 1909, i va governar fins a 15 de novembre de 1910.
Va néixer en una família molt pobra, fill d'un flequer conegut com el Sebastião da Padaria ('Sebastià de la fleca'). Se l'anomenava com mestiço do Morro do Coco o mulat. Les cartes falsament atribuïdes al mariscal Hermes da Fonseca, font d'un famós escàndol polític de la República Velha, deien que era mulat. Però molts historiadors dubten que fóra realment un descendent d'esclaus. En qualsevol cas, els seus orígens van ser molt humils: ell encara explicava haver estat criat amb "pão dormido e paçoca" ('pa dur i mantega de cacauet').
Durant el curt període de govern de Nilo Peçanha, va haver-hi una intensa disputa per la presidència entre els candidats Hermes da Fonseca, nebot de l'expresident Deodoro da Fonseca, i Rui Barbosa. Polítics de l'estat de São Paulo i de Minas Gerais, abans aliats, ara recolzaven candidats diferents. São Paulo i Bahia recolzaven Rui Barbosa, mentre Minas Gerais i Rio Grande do Sul recolzaven Hermes. Nilo Peçanha va enfrontar l'agreujament de les tensions entre les oligarquies polítiques "paulista" i "mineira".